# طوكيو غول
طوكيو غول (باليابانية: -東京喰種-トーキョーグール) هي سلسلة مانغا يابانية من تأليف ورسوم سوي إيشيدا. صدرت في مجلة يونغ جمب الأسبوعية من سبتمبر 2011 وحتى سبتمبر 2014، ثم تمت إعادة جمعها في أربعة عشر مجلد تانكوبون اعتبارا من أكتوبر 2014. بدأت سلسلة متممة بعنوان طوكيو غول: ري بالصدور في نفس المجلة في أكتوبر 2014، وصدرت مانغا قصيرة تتمحور حول أحداث سابقة بعنوان طوكيو غول: جاك على موقع جمب لايف الإلكتروني.
صدر مسلسل أنمي مقتبس مكون من 12 حلقة من قبل إستديو بيرو وبُث على قناة طوكيو ام اكس بين يوليو وسبتمبر 2014، وصدر موسم ثاني مكون من 12 حلقة بعنوان طوكيو غول: A√ في يناير 2015 وانتهى في مارس من نفس السنة. وعُرض حلقتي أوفا، الأولى غطت أحداث مانغا طوكيو غول: جاك والثانية مقتبسة من الرواية الثالثة Tokyo Ghoul: Hibi.

## الإطار العام
تجري أحداث طوكيو غول في عالم بديل حيث يتواجد الغيلان، وهم أفراد يستطيعون البقاء على قيد الحياة فقط عبر تناول لحوم البشر، بين البشر العاديين بشكل سري، حيث يخفون هويتهم الحقيقية لتجنب ملاحقة السلطات لهم. يتميز الغيلان بقدرات عالية مثل السرعة والقوة والحواس المعززة بالإضافة إلى قدراتهم الاستثنائية على تجديد أجسادهم. في طبيعة الحال، الغيلان العاديين أقوى من البشر العاديين بعدة أضعاف ولديهم عضو افتراسي حاد يظهر أثناء القتال يدعى بالـ «كاغوني». جلد الغيلان لا يمكن اختراقه بالأدوات الحادة. إحدى السمات المميزة للغيلان هي تغير لون عيونهم إلى الأحمر والأسود عندما يشعرون بالحماس، أو تغير لون عين واحدة لدى أنصاف الغيلان. يمكن أن يولد أنصاف الغيلان بشكل طبيعي نتيجة تزاوج الغيلان مع البشر أو بشكل اصطناعي نتيجة الخضوع لعملية تتضمن نقل جزء من أعضاء الغيلان إلى البشر، ولكن نسبة نجاح هذه العملية قليلة جدا. في كلتا الحالتين، أنصاف الغيلان أقوى بكثير من الغيلان العاديين. في محاولة لمكافحة الغيلان ونشاطاتهم، تم إنشاء منظمة مختصة تدعى بوكالة مكافحة الغيلان (CCG).

## القصة
تدور قصة طوكيو غول حول كن كانيكي، وهو طالب جامعي ينجو من حادثة مميتة مع ريزي كاميشيرو، الفتاة التي خَرج معها في موعد ولكن كَشفت لاحقا بأنها من الغيلان، يُنقل كانيكي إلى المستشفى بحالةٍ حرجة. بعد تعافيه، يكتشف كانيكي بأنه بطريقةٍ ما خضع لعملية جراحية حولته إلى نصف غول عبر نقل بعض أعضاء ريزي إليه قبل موتها، ومثل باقي الغيلان، لابد له من تناول لحوم البشر من أجل البقاء على قيد الحياة. عندما لا يجد أحدا ليلجأ إليه، تساعده مجموعة غيلان سرية تُدير مقهى «الأنتياكو»، والتي تُعلمه كيفية التعامل مع حياته الجديدة باعتباره نصف بشري/نصف غول، بما في ذلك التفاعل مع المجتمع الغيلان وفصائله المتنازعة، مع السعي للحفاظ على هويته سرا من باقي البشر.
تجري أحداث السلسلة القصيرة طوكيو غول: جاك في الماضي وتدور حول كيشو اريما وتايشي فورا في فترة الشباب ولقائهما الأول أثناء التحقيق في حادثة مقتل إحدى أصدقاء فورا في المدرسة، الأمر الذي يدفع فورا لاحقا للانضمام إلى أريما في وكالة مكافحة الغيلان.
كما توجد واحدة أخرى عن فتاة تدعى هاتوري تشي طفلة تهوى التصوير تلتقي بالغول تسوكياما شو.
تتبع سلسلة تتمة طوكيو غول: ري كانيكي فاقد الذاكرة والذي يعيش تحت هوية جديدة باسم هايسِ ساساكي، قائد فرقة خاصة من محققين الـCCG تسمى «فرقة الكوينكس (Quinx)»، الذين خضعوا لعملية مشابهة جزئيا لعمليته، مما يتيح لهم الحصول على قدرات خاصة مثل قُدرات الغيلان من أجل محاربتهم، ولكن مع القدرة على العيش كبشر عاديين.

## الوسائط

### روايات خفيفة
صَدر حتى الآن 3 روايات خفيفة، كَتب شين توادا جميع الروايات وتولى مؤلف المانغا سوي إيشيدا مهمة تصميم الرسومات.
في 19 يونيو، 2013 صَدرت الرواية الأولى Tokyo Ghoul: Hibi (طوكيو غول: أيام) والتي تدور حول الأحداث اليومية لشخصيات السلسلة الرئيسية طوكيو غول.
في 19 يونيو، 2014 صَدرت رواية الثانية Tokyo Ghoul: Kūhaku (طوكيو غول: مساحة فارغة)، حيث غَطت الفاصل الزمني الذي استمر لمدة 6 أشهر ما بين أحداث المجلد الثامن والمجلد التاسع من السلسلة الأولى للمانغا.
صَدرت رواية الثالثة Tokyo Ghoul: Sekijitsu (طوكيو غول: أيام ماضية) في 19 ديسمبر، 2014. تجري أحداث هذه الرواية قبل أحداث المانغا الرئيسية، وتُركز على خلفية بعض شخصياتها، مثل توكا وأياتو كيريشيما والشخصية الرئيسية كن كانيكي.

### أنمي
صدر مسلسل انمي مقتبس مكون من 12 حلقة من قبل إستديو بيرو وبُث على قناة طوكيو ام اكس بين يوليو وسبتمبر 2014. كانت أغنية البداية "Unravel" (تكشُف) لـTK from Ling Tosite Sigure، وأغنية النهاية "Saints" (قديسون) لفرقة People In The Box. صدر الموسم الثاني المكون أيضا من 12 حلقة بعنوان طوكيو غول: A√ في 8 يناير 2015 وانتهى في مارس من نفس السنة، وكانت أغنية البداية Incompetence" (عجز) لـ österreich وأغنية النهاية "The Seasons Die Out, One After Another" (الفصول تموت، واحدا تلو الآخر) لـ Amazarashi.

### ألعاب الفيديو
أصدرت شركة بانداي نامكو إنترتينمنت لعبة فيديو بعنوان Tokyo Ghoul: Carnaval لأجهزة نظام الأندرويد في 6 فبرابر، 2015 ولأجهزة نظام الآي أو إس في 9 فبراير، حيث يستطيع فيها اللاعب بناء فريقه الخاص من الغيلان والمحققين واستكشاف خريطة ثلاثية الأبعاد.
وصدرت لعبة فيديو أخرى بعنوان Tokyo Ghoul: Jail على جهاز البلاي ستيشن فيتا في 1 أكتوبر، 2015، وهي أيضا من تطوير شركة بانداي نامكو، وتقدم هذه اللعبة بطل جديد للقصة اسمه ريو، والذي يتفاعل مع عدة شخصيات من المانغا والأنمي.

## الاستقبال
في 2013، حَلت مانغا طوكيو غول في المرتبة الـ 27 في قائمة أفضل سلسلات المانغا مبيعا في اليابان، بمبيعات بلغت 1,666,348 نسخة. بحلول يناير 2014، باعت المانغا حوالي 2.6 مليون نسخة. في 2014، أصبحت طوكيو غول في المرتبة الرابعة في قائمة أفضل سلسلات المانغا مبيعا في اليابان بواقع 6,946,203 نسخة. بلغت مبيعات السلسلة الأولى 12 مليون نسخة، بينما باعت السلسلة المتممة طوكيو غول: ري حوالي 3.7 مليون نسخة في سنة 2015. اعتبارًا من يونيو 2016، بلغت مبيعات كل من السلسلتين معًا أكثر من 18 مليون نسخة في اليابان.

## روابط خارجية
- طوكيو غول على موقع ANN manga (الإنجليزية)

- طوكيو غول على موقع يونغ جمب الأسبوعية (باليابانية)
- موقع الأنمي الرسمي (باليابانية)
- طوكيو غول (مانغا) على موقع شبكة أخبار الأنمي